# Hiroki Tsurumoto
Hiroki Tsurumoto (nacido en Fukuchiyama, Japón, el 3 de julio de 1976) es un compositor japonés de música clásica contemporánea. Entre 2002 y 2006, estudió con los compositores Amnon Wolman, Tania León y John Corigliano en la Universidad de la Ciudad de Nueva York.
En septiembre de 2006, Tsurumoto comenzó estudios en el programa graduado de composición de la Facultad de Música de la Universidad de Toronto con los compositores Ka Nin Chan y James Rolfe. Su obra deux monts (dos montañas) fue estrenada en el Festival de Música Nueva de Toronto, temporada de 2007, e incluida en el concierto inaugural del Taller de Compositores de Agrupaciones Musicales Aventa, temporada 2007-2008, en Victoria, Columbia Británica. En el 2008, el Festival de Música Nueva de Toronto seleccionó su obra mumur (murmullo) como parte del programa musical de la temporada corriente.
Antes de comenzar su carrera como compositor, Tsurumoto tocó el órgano Technitone en el Festival de Música Victor Technics en Japón. Además, recibió muchos premios y reconocimientos, incluyendo finalista en competencias nacionales y un primer lugar, dos segundos lugares y un tercer lugar en competencias regionales.

## Lista de obras
- Corkscrew (Sacacorchos) para marimba y piano (2003) * Estrenada por Cathal Murphy como parte de su recital de grado en la ciudad de Nueva York. El estreno en Europa fue interpretado por Theodore Vazakas en el Conservatorio National de Strasbourg, Francia.
- Spoon (Cuchara) para clarinete, violín, y piano (2003) *Estrenada en Brooklyn, Nueva York
- ¿Dónde está la máquina de coser? para violonchelo, contrabajo, y piano (2003) *Estrenada por el chelista Justin Kagan, el contrabajo Stephen Sas y el pianista César Reyes en Brooklyn, Nueva York
- Chutes and Ladders (Chorreras y escaleras) para seis guitarras (2004) *Estrenada por la Agrupación de Guitarras del Colegio de Brooklyn
- Link (Enlaces) para flauta, clarinete, guitarra, soprano, y piano (2004) *Estrenada por la Agrupación Link de Nueva York
- Wet Tiles (Lozas mojadas) para 13 instrumentos (2004)
- Flakes (Hojuelas) para orquesta de cuerdas (2004) *Estrenada por la Orquesta del Conservatorio del Colegio de Brooklyn
- shaping shadow (formando sombras) para 4 timbales y marimba (2005) *Estrenada por la Agrupación Link de Tokio
- rowing a boat (remando un bote) para dos clarinetes y soprano (2005) *Estrenada por la Agrupación Link de Nueva York
- Dialogue between the Sleeping Boy and the Rock in the Sea (Diálogo entre el niño durmiente y la piedra en el mar) para clarinete y 4 timbales *Estrenada por la Agrupación Link de Tokio en Brooklyn, Nueva York
- Join the dots (Conecta los puntos) para flauta, clarinete, dos sopranos, y piano (2006) *Estrenada por la Agrupación Link de Nueva York
- Seaweed (Alga marina) para clarinete y dos percusionistas (2006) *Estrenada por la Agrupación Link de Tokío en la ciudad de Nueva York | Interpretada por la Agrupación Link de Tokío en Tokio en 2007
- deux monts (dos montañas) para flauta, clarinete, piano, violín y chelo (2006) *Seleccionada por el Festival de Música Nueva de Toronto 2007 | Seleccionada por el Taller de Compositores de Agrupaciones Musicales Aventa, temporada 2007-2008 en Victoria, Canadá
- Ki - tree (Árbol) para voz y sonido electrónico (2006) *Leída por Michèle Bogdanowicz
- light, wave, night, wind (luz, olas, noche, viento) para clarinete y piano (2007) * Estrenada por Yi-Chen Chen y Mónica Clorey
- Utsuwa - ceramics (Cerámica) para flauta y sonido electrónico (2007) *Estrenada por Emma Elkinson en el anfiteatro Richard Bradshow, Compañía de Ópera Canadiense
- new words (palabras nuevas) para flauta, clarinete, violín y piano (2007) *Estrenada por la Agrupación Link de Tokio
- Mud Layers (Capas de lodo) para flauta, timbal, piano, violín y chelo (2007) *Estrenada por la Agrupación Link de Tokio
- Link (Enlaces) revisada para flauta, clarinete, glockenspiel, marimba, piano y violín (2007) *Estrenada por la Agrupación Link de Tokio
- murmur (murmullo) para flauta y piano (2007) *Estrenada por Fluterra (enlace roto disponible en Internet Archive; véase el historial, la primera versión y la última). (Emma Elkinson, flauta; Jane Wood, piano) en el anfiteatro Richard Bradshow, Compañía de Ópera Canadiense | Seleccionada por el Festival de Música Nueva de Toronto 2008 | Seleccionada por Tiresias (Mark McGregor, flauta; Rachel Iwaasa, piano) para la temporada de conciertos 2008-2009
- light blue (azul claro) para coro de mujeres (2007) *Ganó la Competencia Coral de la Universidad de Toronto 2007 *Dirigida por el maestro Robert Cooper
- Black Peach (Melocotón negro) para piano (2008) *Estrenada en Canadá por Lee Parkin | Estrenada en los Estados Unidos por Toshiyuki Iwawaki
- Double Hat Trick (Tripleta doble) para conjunto de cámara (2008)

## Música para películas
- Missing (Perdida) para piano y voz (Directora: Yoko Orita. Actores principales: Miki y Yoko Orita)
- The Little Shtimmer para piano (Directors: Lilly Posner, Actores principales: Kevin Bakry, Hannah Goss, y Shirley Kezra) *Ganó el premio de nueva productora cinematográfica y de televisión en el Festival de Cine del Colegio de Brooklyn, Nueva York, en junio de 2004 y el primer lugar en el Festival de Cine Dragon Con en Atlanta, Georgia en september de 2004). Además fue nominada para el Festival Internacional de Cine de Familia en Valencia, California en abril de 2004)